# Meteorus camptolomae
Meteorus camptolomae är en stekelart som beskrevs av Watanabe 1939. Meteorus camptolomae ingår i släktet Meteorus och familjen bracksteklar. Inga underarter finns listade i Catalogue of Life.